# Vučja vas
Vučja vas je naselje u slovenskoj Općini Križevcima. Vučja vas se nalazi u pokrajini Štajerskoj i statističkoj regiji Pomurju. 

## Stanovništvo
Prema popisu stanovništva iz 2002. godine naselje je imalo 234 stanovnika.